# Alors on se raccroche
Singles de Natasha St-Pier
Nos rendez-vous
(2002) Toi qui manques à ma vie
(2003)
Clip vidéo
[vidéo] « Alors on se raccroche », sur YouTube
Pistes de De l'amour le mieux
Tous les au-revoir se ressemblent
(4) Les chansons ne servent à rien
(6)
Alors on se raccroche est une chanson interprétée par la chanteuse néo-brunswickoise Natasha St-Pier sortie en single. 

## Informations sur le single
Écrit par Lionel Florence, Pascal Obispo et Gioacchino Maurici, et produit par Pascal Obispo et Volodia, c'est le troisième single du troisième album de la chanteuse canadienne Natasha St-Pier De l'amour le mieux (2003), il est sorti le 24 mars 2003. En France, le single a fait ses débuts au numéro 47 sur l'édition Charts du 29 mars 2003, puis a chuté et est resté pendant un total de 9 semaines dans le top 100.
La chanson a été incluse dans le meilleur de Tu trouveras... 10 ans de succès (Best of) de la chanteuse acadienne, sorti en novembre 2009, sur lequel elle apparaît comme le onzième morceau.

## Liste des titres
| No | Titre                             | Auteur                                               | Durée |
| -- | --------------------------------- | ---------------------------------------------------- | ----- |
| 1. | Nos rendez-vous                   | Lionel Florence / Pascal Obispo - Gioacchino Maurici | 3:36  |
| 2. | Tous les au-revoir se ressemblent | Lionel Florence / Gioacchino Maurici - David Gategno | 3:41  |

## Classements hebdomadaires
| Classement (2002)            | Meilleure position |
| ---------------------------- | ------------------ |
| France (SNEP)                | 47                 |
| Suisse (Schweizer Hitparade) | 72                 |